# Сильмарили
Си́льмарили (англ. Silmarils, кв. Silmarilli [Сильмари́ллы]; ед. ч. Си́льмариль) — в легендариуме Дж. Р. Р. Толкина драгоценные камни, сотворённые Феанором и запечатлевшие свет двух Древ:

По форме были они точно три огромных драгоценных камня. Но из чего сделаны они, не узнает никто до самого Конца, когда возвратится Феанор, каковой погиб прежде, чем создано было Солнце, и пребывает ныне в Чертогах Ожидания и не возвращается к народу своему; узнают о том не раньше, чем погаснет Солнце и падет Луна. На кристаллы бриллиантов походили они, однако твердостью превосходили адамант; никакая сила в Королевстве Арды не могла повредить или сокрушить их. Но кристалл этот был для Сильмарилей то же, что телесная оболочка для Детей Илуватара: вместилище внутреннего пламени, что пылает в глубине их и пронизывает в то же время все их существо, и пламя это – их жизнь.

## История создания и похищения Сильмарилей
Создание трёх Сильмарилей — драгоценных камней, в которых горел свет Древ Валар, — стало вершиной искусства и мастерства Феанора, сына короля нолдор Финвэ. Варда благословила Сильмарили, так что ни один смертный человек и ничья нечистая рука не могла коснуться их. А Мандос предсказал, что в этих камнях заключены судьбы Арды — земли, моря и воздуха.
Все в Амане восхищались творением Феанора, и сам он обожал созданные им Сильмарили, надевал их на праздники, в другое же время хранил их в своей сокровищнице. Мелькор же, выпущенный Манвэ из заточения, узнав о камнях, страстно возжелал завладеть ими.
Мелькор ненавидел эльфов и Феанора, поэтому он распускал лживые слухи, вносившие раздор между нолдор, а также настраивающие их против Валар. Старания Мелькора принесли свои плоды, и в нолдор пробудилась гордыня, а ярче всего жажда свободы и власти вспыхнула в страстной душе Феанора. Тогда же дошли до него слухи, что его единокровный брат Финголфин жаждет захватить власть, принадлежащую Финвэ и Феанору, его прямому наследнику, а Валар им в этом содействуют, потому что хотят завладеть Сильмарилями. Дошло до того, что Феанор поднял меч на своего брата. Когда Валар узнали об этом, Феанора, нарушившего мир Валинора, отправили в изгнание на двенадцать лет. Мелькор же скрылся от гнева Валар. Вместе с Феанором на север Валинора удалились его сыновья, нолдор Дома Феанора и отец — Верховный король нолдор Финвэ, движимый любовью к сыну. Однако Сильмарили всё ещё оставались у Феанора, и на севере он выстроил крепость Форменос, где и хранились теперь камни.
Мстя своим врагам, Мелькор погубил Древа Валар с помощью чудовищного порождения тьмы, демона-паучихи Унголиант. После этого он убил Финвэ, похитил Сильмарили и вместе с Унголиант скрылся в Средиземье.
Осмотрев погибшие Деревья, Йаванна сказала, что может вернуть им жизнь, но для этого нужна хотя бы частица их света, сохранившаяся лишь в Сильмарилях. Тогда Валар обратили свои взоры на Феанора. Тот же после тяжёлых раздумий заявил, что по своей воле он со своим величайшим творением не расстанется, ибо подозревал он, что Валар действуют заодно с Мелькором.
В этот момент, однако, из Форменоса прибыло недоброе известие: под покровом мрака Мелькор сразил Финвэ — отца Феанора — и похитил все сокровища, включая Сильмарили. Услышав это, Феанор проклял Мелькора и нарёк его «Моргот» («Чёрный Враг Мира»). 
Позже Феанор поднял нолдор на мятеж против Валар и с сыновьями дал клятву о том, что они будут преследовать войной любого, кто завладеет Сильмарилями, и не отдаст их им. Они поклялись именем Илуватара и призвали на себя Вечную Тьму, если не выполнят клятву. Феанор, его сыновья, а также его брат Финголфин и почти все нолдор отправились в погоню за Мелькором в Средиземье. Там они вступили в долгую и кровопролитную войну.

## Сильмарили в Средиземье
Добравшись до Средиземья, Унголиант потребовала от Мелькора-Моргота обещанной награды — все самоцветы, захваченные в Форменосе. Когда Мелькор отказался отдать Сильмарили, Унголиант попыталась его задушить, но на выручку ему пришли балроги.
Моргот отковал для себя огромную железную корону, в которую были оправлены Сильмарили, и провозгласил себя Королём Мира. От прикосновения к священным камням руки его были обожжены дочерна; такими остались они навсегда, и вовеки не утихла боль от ожогов и ярость, вызванная болью. Свою корону Моргот никогда не снимал с головы. Редко выходил он из глубоких подземелий своей крепости, и лишь один раз тайно покинул свои владения.
Через многие годы по случайному стечению обстоятельств король Дориата Тингол потребовал у Берена принести ему Сильмариль как условие для брака с его дочерью Лутиэн. В конце концов возлюбленные смогли похитить один из Сильмарилей из железной короны Моргота. Но огромный волк Кархарот, слуга Моргота, проглотил драгоценный камень, откусив руку Берена. Сильмариль так жёг его внутренности, что волк в агонии прибежал в Дориат и уничтожал всё на своем пути. Тогда Тингол, Берен и Маблунг отправились на охоту на Кархарота, убили зверя и заполучили камень, но ценой жизни Берена, который лишь по заступничеству своей жены Лютиэн и особому благоволению Валар был воскрешён из мёртвых — единственным из всех смертных Средиземья.
Позже Тингол приказал вправить Сильмариль в ожерелье Наугламир, что невольно послужило причиной его смерти — гномы, которым он поручил эту работу, из желания завладеть чудесным сокровищем спровоцировали короля на гнев и убили его. После того, как Берен совершил отмщение за короля Тингола, ожерелье с Камнем хранилось у него и Лютиэн до самой их смерти, а после было передано их сыну — Диору.
Сыновья Феанора узнали что Сильмариль у Диора в Дориате, и как того требовала клятва, предъявили ультиматум — отдать камень или будет война. Диор проигнорировал угрозу и воинство сынов Феанора напало на Дориат, разорив его и убив Диора, но его дочь, Эльвинг, сбежала в Гавани Сириона с Сильмарилем. Там она вышла замуж за Эарендила и у неё родились сыновья Элронд и Элрос.
Вскоре клятва вновь начала принуждать сынов Феанора к действию. Их глава, Маэдрос, отправил в Гавани дружественное, но повелительное письмо, требуя вернуть камень. Эарендила, правителя Гаваней Сириона, в это время не было, а Эльвинг и жители Гаваней ответили отказом.
Сыновья Феанора атаковали Гавани Сириона и уничтожили их. Но Эльвинг с Сильмарилем, кинувшись в море, была обращена Улмо в птицу и улетела на корабль к Эарендилу.

## Судьба Сильмарилей после Войны Гнева
При помощи Сильмариля Эарендил и Эльвинг смогли преодолеть преграду Зачарованных Морей и попасть в Валинор, чтобы просить Валар о помощи в борьбе с Мелькором. Те прислушались к ним и была начата Война Гнева, в которой Моргот и его легионы были сокрушены. Сильмариль же так и остался у Эарендила, Валар вознесли его корабль в небо и Эарендил охранял Стены Мира от Моргота, которого Валар выкинули за его круги через Врата Ночи:
Теперь корабль стал удивительно прекрасным, и Эарендил сел у руля, а Сильмариль был закреплён у него на лбу. Далёкие путешествия совершил Эарендил на этом корабле, даже в беззвёздную пустоту. Но чаще его видели утром или вечером, блистающего в лучах заката, когда он возвращался в Валинор из странствий за границами мира.
После поражения Моргота два оставшихся Сильмариля были переданы на хранение Эонвэ, глашатаю Манвэ. 
Однако два последних оставшихся в живых сына Феанора — Маэдрос и Маглор — явились к нему и потребовали отдать им Камни. Эонвэ же ответил им, что совершив во исполнение клятвы множество злодеяний, они потеряли своё право на Сильмарили, и отказал, приказав им возвращаться в Валинор и ждать решения Валар. Тогда сыновья Феанора выкрали Сильмарили, но, потеряв право на них, они не смогли стерпеть огня Камней, и Маэдрос бросился вместе с доставшимся ему Сильмарилем в огненную пропасть, а Маглор бросил свой камень в море.

## Судьба Сильмарилей после Конца Мира
Согласно Пророчеству Мандоса, Сильмарили вернутся в Конце Мира после Битвы Битв, в которой Моргот будет навсегда повержен. Камни будут использованы для окончательного спасения Мира и исполнения замысла Эру Илуватара.
Мандос изрёк такое пророчество:

Когда мир будет стар, а Силы утомятся, тогда Моргот, увидев спящую стражу, вернётся через Врата Ночи из Безвременной Пустоты; и уничтожит он Солнце и Луну. Но к нему спустится Эарендиль, подобный белому опаляющему пламени, и низвергнет его с небес. Тогда на полях Валинора грянет Последняя Битва. В тот день Тулкас сразится с Морготом, и по правую руку от него будет Эонве, а по левую — Турин Турамбар, сын Хурина, освобождённый от Судьбы Людей в Конце Мира; и чёрный меч Турина принесёт Морготу смерть и окончательную гибель; и так будут отомщены дети Хурина и все люди.

После этого Земля будет разрушена и переделана, и Сильмарили будут извлечены из Воздуха, Земли и Моря; ибо Эарендиль спустится и отдаст то пламя, что было дано ему на хранение. Тогда Феанор возьмёт Три Самоцвета и он разобьет Камни, и с помощью их огня Йаванна вновь зажжет Два Древа, и тогда загорится великий свет. И падут Горы Валинора, так что Свет распространится по всему миру. В том свете Боги вновь станут юными, а эльфы пробудятся, и восстанут все их мёртвые, и замысел Илуватара касательно эльфов будет завершён.— «История Средиземья», т. XI, «Поздняя Квента Сильмариллион» (The History of Middle-earth vol.XI, The Later Quenta Silmarillion/Sketch of the Mythology)

## Толкин о Сильмарилях
"Если говорить о символическом или аллегорическом значении, Свет — настолько основополагающий символ в природе вселенной, что проанализировать его вряд ли возможно. Свет Валинора (источник коего — свет до падения) — это свет искусства, не отъединенного от разума, что провидит явления как на научном (или философском) плане, так и на плане образном (или плане вторичного творчества) и «говорит, что это хорошо» — поскольку прекрасно. Свет Солнца (или Луны) был взят от Дерев лишь после того, как их осквернило Зло. (Характерное различие между этими легендами и большинством других состоит в том, что Солнце — не божественный символ, но вещь «второго порядка», и «солнечный свет» (мир под солнцем) становятся терминами для обозначения падшего мира и искаженного, несовершенного видения). Однако главный искусник эльфов (Феанор) заключил Свет Валинора в три непревзойденных самоцвета, Сильмарили, еще до того, как Древа были осквернены и погибли. Таким образом, впредь сей Свет жил лишь в этих драгоценных камнях. Сотворение драгоценных камней главным образом символизирует собою эльфийскую функцию вторичного творчества, однако ж Сильмарили — нечто большее, чем просто красивые вещицы. Эльфы (воплощение вторичной реальности) стали Злу непримиримыми врагами; на них обращалась его жажда и ненависть и они же оказались уязвимы для его лжи. Их Падение — это собственничество (в том числе, собственническое отношение Феанора и его сыновей к Сильмарилям) и (в меньшей степени) искажение своего искусства и превращение его в средство обретения власти." - Письмо 131.